# 1512
1512 (MDXII) fue un año bisiesto comenzado en jueves del calendario juliano.

## Acontecimientos
- 11 de abril; Las tropas franco-ferraresas de Gastón II de Narbona derrotan a las de la Santa Liga en la batalla de Rávena durante las guerras italianas.
- 3 de mayo; Inicia el Concilio de Letrán V
- 19 de julio; Fernando el Católico, rey de Aragón y gobernador de Castilla, ordena oficialmente la invasión del reino de Navarra.
- 25 de julio; Fadrique Álvarez de Toledo, duque de Alba, ocupa Pamplona para Fernando el Católico, que ya era rey de Aragón y Castilla tras la muerte de la reina Isabel en 1504.
- Julio - Se firma el IV tratado de Blois.
- Se promulgan las Reales Ordenanzas dadas para el buen regimiento y tratamiento de los indios, más conocidas como Leyes de Burgos creando la Encomienda para "incorporar a los indígenas a la civilización europea". Las leyes no son acatadas..
- Conatos de Guerra civil en el reino de Aragón al enfrentarse las dos casas más importantes del reino y captar para su causa a nobles de la corona, enfrentados en batalla o diplomáticamente. Incluso al Justicia de Aragón.
- Se termina la construcción del Castillo de La Calahorra (Granada)

## Arte y literatura

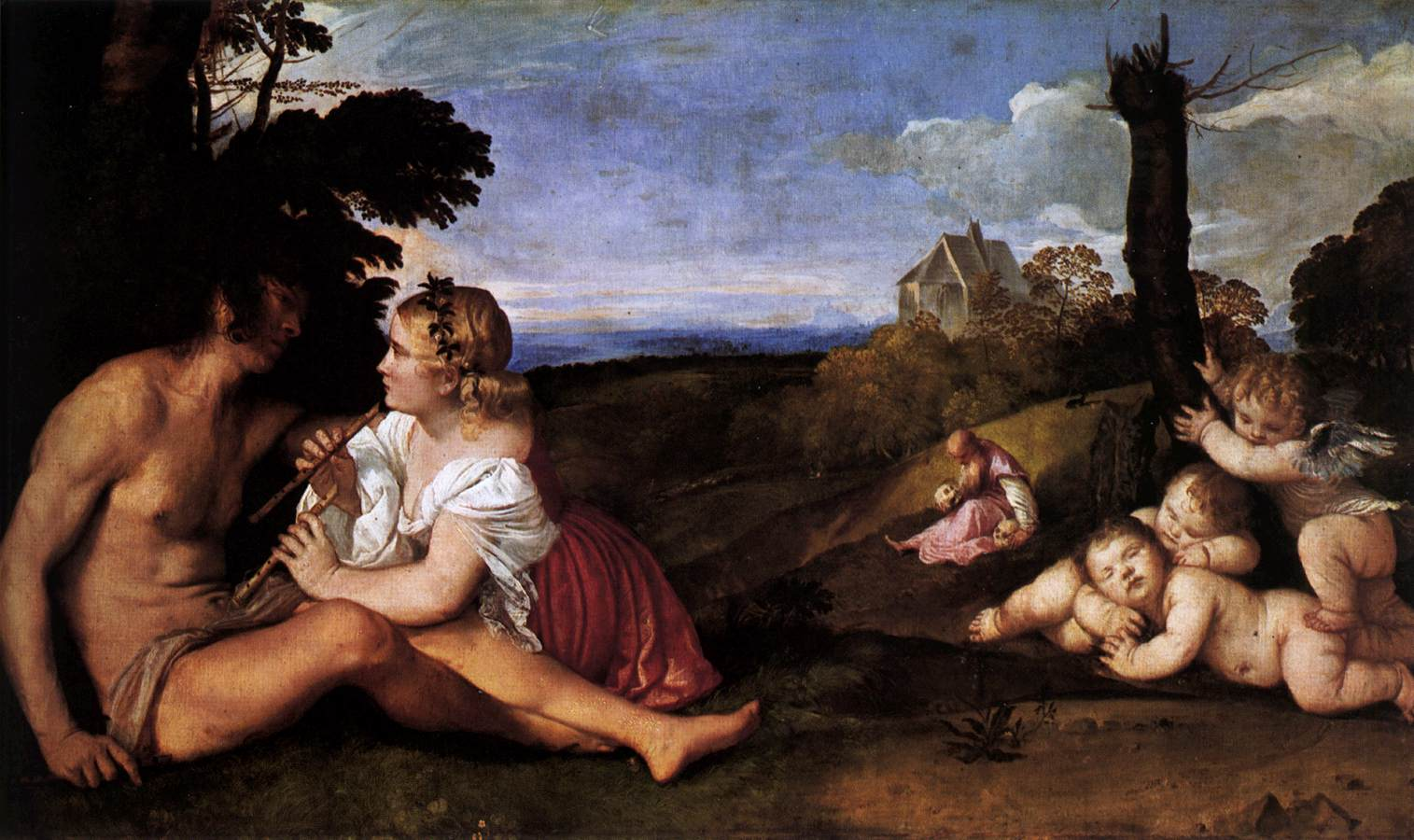
Tiziano, Las tres edades del hombre

- 31 de octubre: Miguel Ángel termina de pintar la bóveda de la Capilla Sixtina tras cuatro años de trabajo.
- Luca Signorelli pinta La rebelión de los apóstoles.
- 23 de septiembre: El papa Julio II otorga, mediante bula, el privilegio de celebración del año santo jubilar en el monasterio español de Santo Toribio de Liébana, en Cantabria.
- Cuadro auto retrato Leonardo Da Vinci 1513.
- Tiziano pinta, presumiblemente, las Tres edades del hombre.
- Lucas Cranach el Viejo realiza un grabado en 1512 donde se muestra a un hombre lobo.

## Nacimientos
- 13 de enero: Gaspar de Quiroga y Vela, religioso español.
- 31 de enero: Enrique I de Portugal, rey de Portugal (f. 1580)
- 5 de marzo: Gerardus Mercator, cartógrafo flamenco (f. 1594)
- 10 de abril: Jacobo V de Escocia, rey de Escocia (f. 1542)
- 4 de diciembre: Jerónimo Zurita, historiador español (f. 1580).
- Pedro de Gamboa, maestro de obras y alarife español.
- Catalina Parr, reina consorte de Inglaterra.
- Rodrigo de Quiroga conquistador español.
- Melchor Bravo de Saravia, conquistador español.
- Diego Laínez (jesuita), sucesor de San Ignacio en La Compañía de Jesús.
- Leonor de Castro Mello y Meneses, esposa de Francisco de Borja y Dama de Isabel de Portugal.

## Fallecimientos
- 22 de febrero: Américo Vespucio, navegante italiano al servicio de Castilla (n. 1454)
- 26 de mayo: Beyazid II, sultán del Imperio otomano.
- Francesch Vicent, autor del primer tratado de ajedrez.